# Daniel Calveti
Daniel Calveti (Caracas, Venezuela; 29 de noviembre de 1977) es un cantante de música cristiana. Nació en Caracas, y finalmente se mudó con su familia a Caguas, Puerto Rico. Calveti tiene siete producciones de música cristiana y dos libros. En cuatro ocasiones ha sido nominado a los Premios Grammy Latinos como Mejor Álbum Cristiano en Español en 2006, 2007, 2013 y 2018. Ha ganado cinco premios AMCL y tres Premios Arpa. 
Su álbum, En Paz, logró posicionarse en las listas de Billboard, debutando en el puesto 9 en la lista de álbumes de pop latino.

## Biografía
Daniel Calveti es un artista de música cristiana contemporánea que se encuentra entre los cantantes latinos más populares del género. Nacido en Caracas, Venezuela, el 29 de noviembre de 1977, se mudó con su familia a Houston a los 12 años. Más tarde se mudó a Puerto Rico a los 17 años y asistió a una universidad cristiana. Además de su profunda participación en el ministerio, Calveti se estableció como artista musical, no solo como intérprete en vivo, sino también como artista de grabación.
Hizo su debut discográfico con Solo Tu Gracia en 2004. Su segundo álbum, Vivo Para Ti,  fue un éxito, obteniendo nominaciones en 2006 para un Grammy Latino en la categoría de Álbum Latino Cristiano del Año y Premios Arpa en la categoría de Compositor del Año. Su tercer álbum, Un Día Más, también fue nominado a los premios Latin Grammy y Arpa, junto con un premio Dove. En Paz, su cuarto disco, continuó su creciente éxito. Lanzado por Universal Latino, su primer lanzamiento de sello importante después de años de asociación con el sello independiente CanZion, En Paz fue el lanzamiento comercial más exitoso de Calveti hasta la fecha; la canción principal fue su primer sencillo de éxito en la lista de Billboard Latin Pop Airplay.
En 2012, Calveti presentó su disco Mi Refugio, que incluía las colaboraciones de los cantantes Christine D'Clario y Funky en la canción «Cada día», así como de David Scarpeta, Giosué Calveti, Jacobo Ramos y Emmanuel Espinosa en la canción «Integridad». Este álbum fue reconocido como Mejor Álbum de Cantautor en los Premios Arpa 2013.
En 2022, participó del sencillo «Danzando» de Gateway Worship Español, junto a Christine D'Clario, Travy Joe, Becky Collazos y Josh Morales. En 2023, se adjudicó con este colectivo el galardón a "Mejor canción del año" en los Premios Dove, y también lanzó su proyecto La MESA, con los sencillos homónimos «La Mesa» y «Tu presencia es mi jardín», compuesto por la banda Montesanto.

## Discografía

### Álbumes de estudio
- 2003: Solo tu gracia
- 2005: Vivo para Ti
- 2006: Un día más
- 2008: En paz
- 2009: Mi mundo necesita de Ti
- 2012: Mi refugio
- 2017: Habla sobre Mí
- 2020: Anclado A Tus Promesas: Íntimo
- 2023: La MESA

## Premios y reconocimientos

### Premios Dove
- 2022: «Danzando» (como Gateway Worship en español, junto a Christine D'Clario, Becky Collazos, Josh Morales y Travy Joe) - Canción en español del año

### Premios Arpa
- 2009: En paz - Compositor del año
- 2009: En paz - Mejor álbum del año
- 2013: Mi refugio - Mejor álbum de cantautor del año

### Premios AMCL
- 2005: Solo tu gracia - Canción Revelación del año
- 2007: La niña de tus ojos - Canción del pueblo del año
- 2007: Un día más - Álbum tradicional o popular del año
- 2011: Una muestra de amor - Gira del año
- 2012: Mi refugio - Álbum de cantante del año